# Phù Thành
Phù Thành chữ Hán giản thể: 涪城区, Hán Việt: Phù Thành khu) là một quận thuộc địa cấp thị Miên Dương, tỉnh Tứ Xuyên, Cộng hòa Nhân dân Trung Hoa. Quận này có diện tích 597 km2, dân số năm 2002 là 590.000 người.
Phù Thành được chia thành 5 nhai đạo, 14 trấn.
- Nhai đạo: Thành Tương, Thành Bắc, Công Khu, Nam San, Triều Dương.
- Trấn: Thành Giao, Thạch Đường, Phong Cốc, Kim Phong, Quan Đế, Long Môn, Ngô Gia, Dương Gia, Thanh Nghĩa, Hà Biên, Tân Tạo, Ma Gia, Ngọc Hoàng, Thạch Động.